# مجرة محدبة

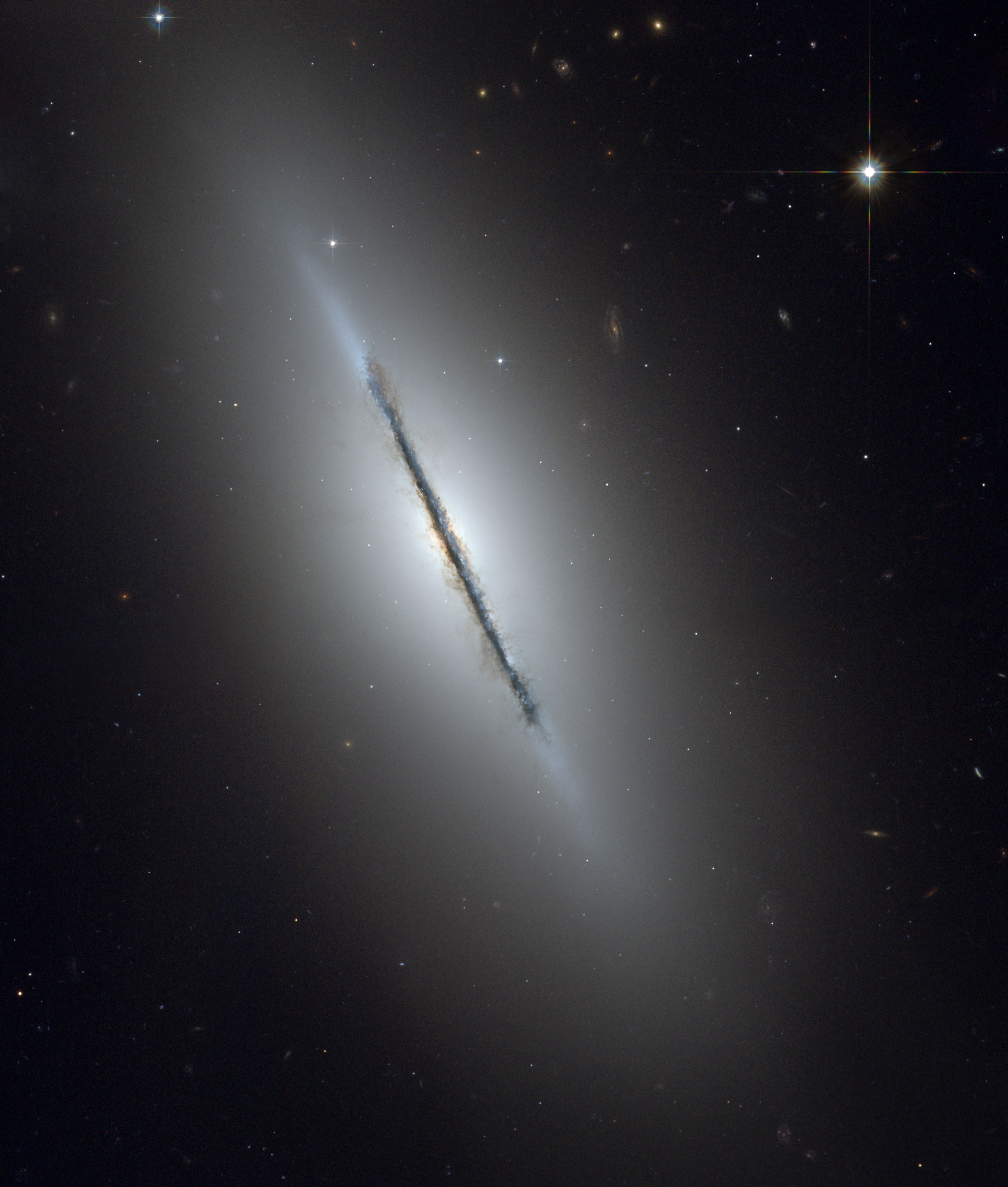
المجرة NGC 5866 مثال للمجرة المحدبة

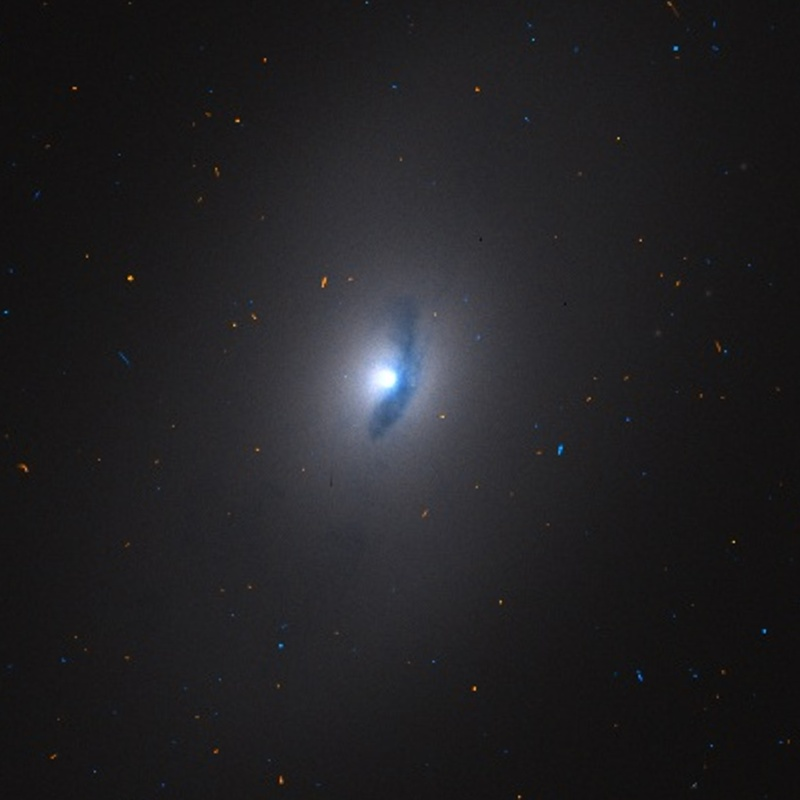
صورة ب تلسكوب هابل الفضائي :حزام من الغبار حول نواة المجرة المحدبة NGC 1553

مجرة محدبة (بالإنجليزية: lenticular galaxy)‏ (أو المجرة العدسية) هو نوع من المجرات قرصية الشكل ويبدو تكوينها بين المجرة الإهليجية والمجرة الحلزونية. هذا التصنيف يعتمد على شكل المجرة أكثر عن تفاصيل طبيعة تكوينها. ويمكن وصف المجرة المحدبة بأنها مجرة حلزونية فقدت مادتها الغازية بحيث لا يتجدد توالد نجوم فيها. ولهذا يحوي ذلك النوع من المجرات نجوما طويلة العمر ويكثر فيها الغبار الكوني بالقرب من حوصلتها المركزية. ونظرا لقلة وضوح أذرعها يصعب التفريق بينها وبين المجرات الحلزونية إذا كان اتجاه النظر إليهما جانبيا.

## اقرأ أيضا
- مجرة انفجار نجمي
- مجرة آي سي 335
- مسييه 102
- نجم
- مجرة
- قزم أبيض
- عملاق أحمر
- الانفجار العظيم
- خط زمني للانفجار العظيم
- نجم نيوتروني
- ثقب أسود
- إن جي سي 1553

## وصلات خارجية
- موقع الكون في الإنترنت